# Cigarettes After Sex
Cigarettes After Sex és un grup estatunidenc d'indie rock i dream pop originari de El Paso, Texas, format l'any 2008 per Greg González. El seu EP debut, I., va ser llançat el 2012. El següent material que van publicar van ser els senzills «Affection» i «K.», el 2015 i el 2016, respectivament. El seu primer àlbum d'estudi, Cigarettes After Sex, va ser llançat el 9 de juny de 2017.
L'agost del 2019, la banda va anunciar el seu segon àlbum d'estudi, titulat Cry, juntament amb el senzill «Heavenly». Cry va ser llançat el 25 d'octubre de 2019.

## Història
Cigarettes After Sex es va formar en El Paso, Texas, el 2008. González va gravar el primer EP, titulat I., a la seva universitat, la Universitat de Texas en El Paso, qualificant l'experiència de «bàsicament un accident, una espècie d'experiment». I. constava de les cançons «Nothing's Gonna Hurt You Baby», «I'm a Firefighter», «Dreaming of You» i «Starry Eyes».
Temps després, González es va mudar a Brooklyn, Nova York, on el senzill «Affection» va ser gravat i llançat el 2015 juntament amb una versió de «Keep On Loving You» de REO Speedwagon.
Mitjançant recomanacions musicals, Cigarettes After Sex es va popularitzar a YouTube, cosa que va donar lloc a actuacions en directe arreu d'Europa, Àsia i els Estats Units.
Més tard, l'any 2017, el grup va llançar el seu àlbum debut homònim, el dia 9 de juny, al qual van seguir els senzills «Apocalypse», «Each Time You Fall In Love» i «Sweet».
La cançó «Nothing's Gonna Hurt You Baby» va aparèixer en l'episodi 7 de la primera temporada de la sèrie de televisió The Handmaid's Tale, en l'episodi 7 de The Sinner, i en l'episodi 9 de la vuitena temporada de Shameless. El senzill «Apocalypse» va sonar en l'episodi 6 de la primera temporada de la sèrie danesa de Netflix The Rain.
El 9 de juny de 2018, el dia en el qual el seu àlbum debut complia un any, la banda va publicar un nou senzill titulat «Crush», que havia estat gravat el 2015 a Brooklyn, i que va comptar amb el tema «Sesame Syrup» com a cara B. El mateix any, un altre senzill anomenat «Neon Moon» va ser llançat.
El següent any 2019, Cigarettes After Sex va publicar el seu segon àlbum d'estudi, titulat Cry, el dia 9 d'agost. Dos senzills van acompanyar l'àlbum: «Heavenly» i «Falling In Love».
Durant el 2020, el grup va publicar un únic senzill, «You're All I Want».

## Estil musical i influències
En un article per a Noisey de Vice, Christina Cacouris descriu a la banda com a «elemental, confusa i romàntica, però amb un toc negre sota la veu andrògina de González» i «dolça i sentimental». «Com suggereix el nom de la banda, és una reminiscència d'estar tombat en el llit, però les seves qualitats ambientals no impedeixen que sigui música amb la qual es pot ballar». El blog de música Eardrums Music descriu a la banda com a «lenta, somiadora i bella amb meravelloses i tendres veus i molt bones lletres» i els compara amb Mazzy Star. Els bloguers de música de Swell Tone descriuen a Cigarettes After Sex com a «malenconia, pop lent que farà tremolar dolçament a qualsevol oïdor en un estupor apàtic».
González cita a Françoise Hardy com la seva cantant favorita i a Miles Davis com un gran impacte. La banda també inclou l'àlbum The Trinity Session de Cowboy Junkies, a Julee Cruise i a Cocteau Twins com a influències.

## Membres
Des del seu inici el 2008, el grup ha inclòs diversos membres i col·laboradors dirigits per Greg González:
Membres actuals:

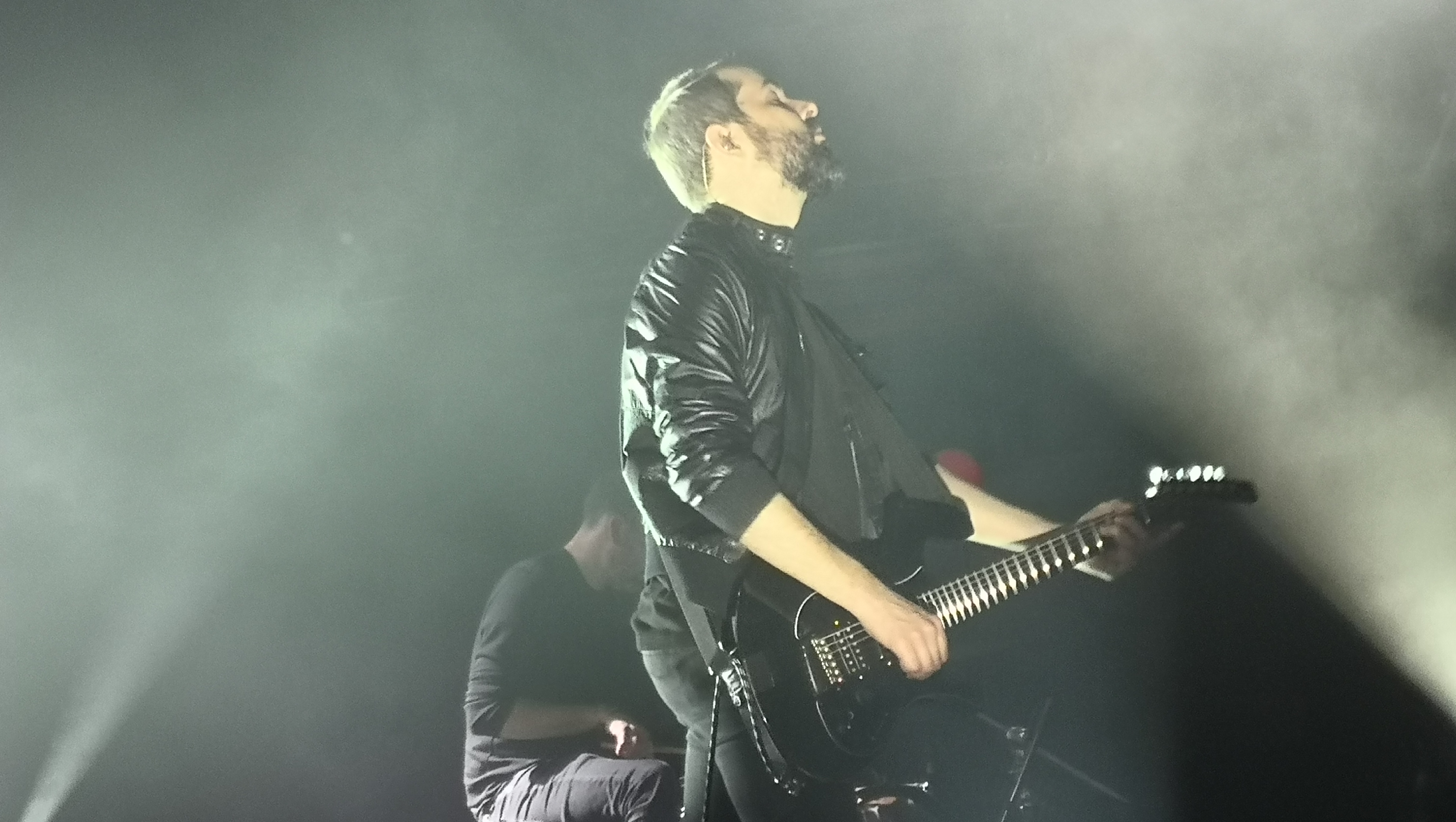
Greg González (davant) i Jacob Tomsky (darrere) tocant amb Cigarettes After Sex a Barcelona, Espanya, l'11 de novembre de 2019.

- Greg González: Fundador, veu principal, guitarra elèctrica, guitarra acústica, baix
- Randall Miller: Baix
- Jacob Tomsky: Bateria

Antics membres:
- Greg Leah: Bateria
- Steve Herrada: Teclats
- Emily Davis: Guitarra acústica
- Phillip Tubbs: Teclats, guitarra elèctrica

## Discografia

### Àlbums d'estudi
- Cigarettes After Sex (2017)
- Cry (2019)
- X's (2024)

### EP
- I. (2012)

### Senzills
- «Affection» (2015)
- «Keep On Loving You» (2015)
- «K.» (2016)
- «Apocalypse» (2017)
- «Each Time You Fall in Love» (2017)
- «Sweet» (2017)
- «Crush» (2018)
- «Sesame Syrup» (2018)
- «Neon Moon» (2018)
- «Heavenly» (2019)
- «Falling In Love» (2019)
- «You're All I Want» (2020)

### Demos
- Cigarettes After Sex (Romans 13:9) (2011)